# Valarie Zeithaml

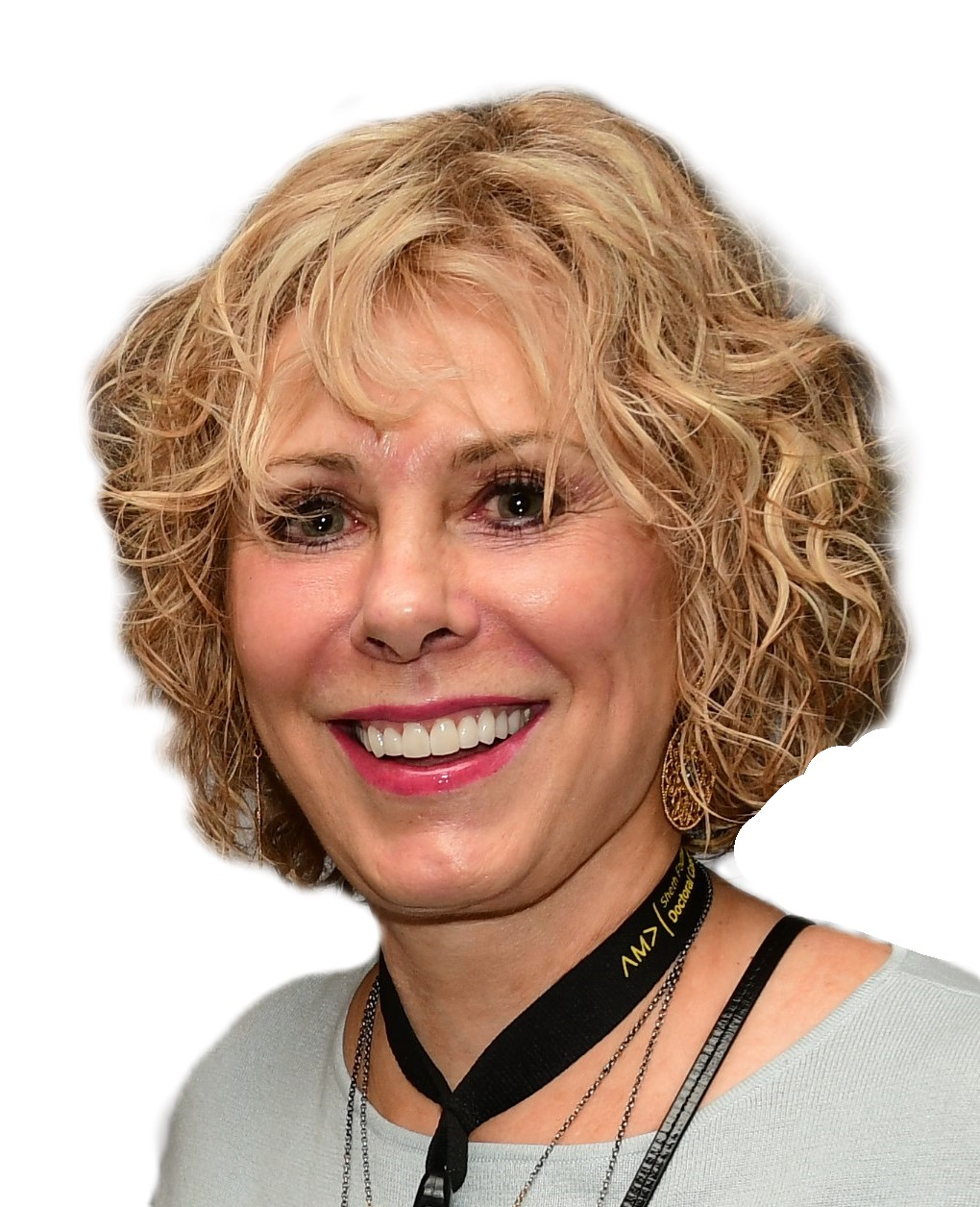
Valarie Zeithaml

Valarie Zeithaml ist eine US-amerikanische Wirtschaftswissenschaftlerin und Hochschullehrerin.

## Werdegang, Forschung und Lehre
Zeithaml studierte zunächst am Gettysburg College, das sie als Bachelor of Arts in Richtung University of Maryland verließ. Nachdem sie dort ihren Master of Business Administration abgelegt hatte, graduierte sie als Doctor of Business Administration. Zunächst zwischen 1970 und 1976 in der Praxis tätig, kehrte sie anschließend als Lecturer an die University of Maryland zurück. 1980 wechselte sie an die Texas A&M University, wo sie über eine Anstellung als Assistant Professor zum Associate Professor aufstieg. 1986 ging sie zur Fuqua School of Business der Duke University, wo sie bis 1992 als Associate Professor arbeitete. Bis 1996 arbeitete Zeithaml bei einem Beratungsunternehmen, kehrte aber anschließend in den Wissenschaftsbetrieb zurück. Ab 1996 Gastdozentin an der University of North Carolina at Chapel Hill wurde sie zwei Jahre später zum ordentlichen Professor an der Hochschule berufen. In der Folge bedeckte sie verschiedene Professuren und übernahm Aufgaben als stellvertretender Dekan des MBA-Programms. 2007 wurde sie auf den David-S.-Van-Pelt-Lehrstuhl für Marketing berufen.
Der Schwerpunkt der wissenschaftlichen Arbeit Zeithamls liegt im Bereich Marketing. Ihr Augenmerk hat sie hierbei insbesondere auf Customer Equity, der Erforschung von Dienstleistungsmarketing und -qualität sowie der Wahrnehmung von Preis und Qualität der Konsumenten gerichtet. Ihr Name ist insbesondere mit dem in den 1980er Jahren entwickelten Gap-Modell sowie Servqual, einem standardisierten Verfahren zur Messung der Qualität von Dienstleistungen und der daraus folgenden Kundenzufriedenheit, verbunden, das teilweise nach den Initialen der Mitentwickler A. Parasuraman und Leonard L. Berry als „PZB-Modell“ bezeichnet wird. Für ihre Arbeit wurde Zeithaml mehrfach ausgezeichnet. Ihr Buch Delivering Quality Service: Balancing Customer Perceptions and Expectation wurde 1991 vom Choice Magazine ausgezeichnet, für das Werk Driving Customer Equity: Focusing Strategic Decisions for Long-term Profitability erhielt sie 2003 von der American Marketing Association die Auszeichnung als bestes Marketingbuch der drei vorhergehenden Jahre.

## Werke
Die folgende Auflistung gibt von Zeithaml veröffentlichte Bücher wieder, zudem hat sie zahlreiche Monografien, Zeitschriftenartikel und Arbeitspapiere geschrieben oder mitverfasst.
- Services Marketing in a Changing Environment. Herausgeberin mit Thomas Bloch und Gregory Upah (1984)
- Review of Marketing. Herausgeberin (1990)
- Delivering Quality Service:  Balancing Customer Expectations and Perceptions mit A. Parasuraman und Leonard L. Berry (1990)
- Services Marketing mit Mary Jo Bitner
- Driving Customer Equity: Focusing Strategic Decisions for Long-term Profitability mit Roland Rust und Kay Lemon (2000)
- Service Quality mit A. Parasuraman (2004)